# Преступления чёрного кота
«Преступления чёрного кота» (итал. Sette scialli di seta gialla, иное название — «Семь шалей из жёлтого шёлка») — итальянский джалло 1972 года режиссёра Серджо Пасторе. Многие идеи фильма, применительно к главному герою картины, по мнению Луиса Поля, автора книги Italian Horror Film Directors, были позаимствованы режиссёром из другого итальянского джалло — «Кошка о девяти хвостах» режиссёра Дарио Ардженто (в частности, в данной картине и в указанном фильме главный персонаж является слепым и увлекается детективными историями).

## Сюжет
В элитном итальянском ателье при странных обстоятельствах погибает девушка — когда она вошла в пустую комнату, свидетели слышали лишь её крик, а когда вошли туда, то увидели её труп. Обстоятельства, кроме этого, усложняются ещё и тем, что врачи констатировали смерть от сердечного приступа. За дело берётся слепой музыкант, а также детектив-любитель Питер Оливер — хороший знакомый погибшей девушки. Вскоре он выясняет, что смерть девушки была задумана заранее и что она непосредственно связана субъектом преступления с другими не менее странными событиями. В качестве же орудия преступления выступает чёрный кот, когти которого покрыты ядовитым веществом.

## В ролях
- Энтони Стеффен — Питер Оливер
- Силва Кошчина — Франсуаза Беллэйз
- Джованна Ленци — Сьюзен Леклерк
- Ренато Де Кармине — инспектор Янсен
- Джиакомо Росси-Стюарт — Виктор Морган
- Умберто Рахо — Бёртон
- Аннабелла Инконтрера — Хельга Шурн